# Dietmar Mögenburg
Dietmar Mögenburg (født 15. august 1961 i Leverkusen) er en tysk tidligere højdespringer, der blev regnet for en af verdens bedste i 1980'erne og blandt andet vandt OL-guld i 1984.

## Sportskarriere
I 1979 var Mögenburg nummer et på verdensranglisten og tangerede verdensrekorden (sat af Jacek Wszola dagen forinden) med 2,36 m i maj 1980. Han var derfor klar til at stille op til OL 1980 i Moskva, men da Vesttyskland fulgte den amerikanskledede boykot af legene, kom han ikke med.
Han var tysk mester alle årene 1981-1985 og igen 1987-1990. I 1982 opnåede han sit hidtil største internationale resultat, da han blev europamester.
Ved OL 1984 i Los Angeles var han og de øvrige vesttyske atleter med, og han klarede uden problemer 2,24 m i kvalifikationen og var dermed klar til finalen. Fire deltagere, herunder Mögenburg, klarede 2,31, men kun tyske Mögenburg og svenske Patrik Sjöberg klarede 2,33 m, og da sidstnævnte ikke kom over 2,35 og Mögenburg gjorde dette, blev det tysk guld, mens Sjöberg vandt sølv, og verdensrekordholderen på den tid, kinesiske Zhu Jianhua fik bronze.
Han var igen med ved OL 1988 i Seoul, men her måtte han nøjes med en sjetteplads, og ved sit sidste OL, i 1992 i Barcelona, hvor han stillede op for det genforenede Tyskland, klarede han ikke kvalifikationshøjden til finalen.
Indendørs havde Mögenburg også stor succes, og han vandt adskillige tyske mesterskaber og europamesterskabsmedaljer i denne variant. Han vandt også VM-sølv indendørs i 1989. I 1985 satte han indendørs verdensrekord med 2,39 m, en rekord der holdt næsten to år.
Han modtog flere priser for sine præstationer, blandt andet Silbernes Lorbeerblatt i 1980.

## Senere karriere og privatliv
Mögenburg studerede sportsmanagement. Han blev gift med den norske længdespringer Kristin Gussgard Gran og bosatte sig i Norge. Parret har to børn, der som forældrene er gode atleter; således blev sønnen Jonas Mögenburg norsk mester i længdespring i 2008, mens datteren Katarina har vundet flere norske mesterskaber i højdespring.